# Pteroloma forsstromii
Pteroloma forsstromii är en skalbaggsart som först beskrevs av Leonard Gyllenhaal 1810.  Pteroloma forsstromii ingår i släktet Pteroloma, och familjen sumpbaggar. Arten är reproducerande i Sverige.

## Bildgalleri

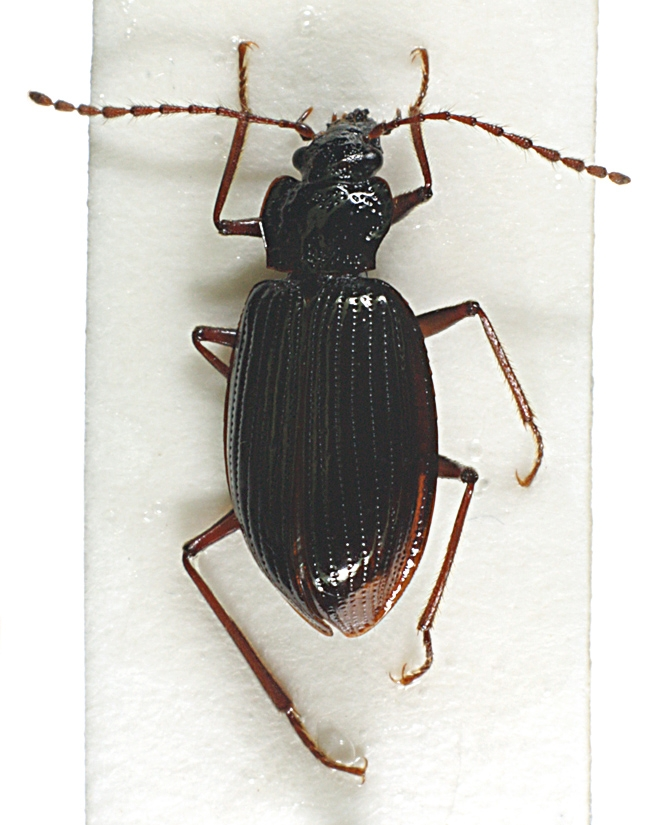